# Cathédrale de la Sainte-Trinité de Verkhotourié
Cette  cathédrale n’est pas la seule cathédrale de la Sainte-Trinité.
La cathédrale de la Sainte-Trinité de Verkhotourié ou cathédrale de la Sainte-Trinité source de vie (en russe : Собо́р Свято́й Живонача́льной Тро́ицы) est un édifice religieux orthodoxe situé dans la ville de Verkhotourié dans l'oblast de Sverdlovsk dans l'Oural en Russie.

## Histoire
La première église en bois dédiée à la Trinité date de 1598. En 1703-1702 sur ordre de Pierre Ier le Grand, des artisans provenant de Solikamsk construisent l'église en pierre. Elle est consacrée le 16 avril 1709.
Elle est fermée à l'époque soviétique en 1932. Depuis le 30 août 1960 elle est incluse dans la liste des édifices remarquables de la Russie. Le culte est à nouveau célébré dans l'église à partir de 1998.

## Galerie

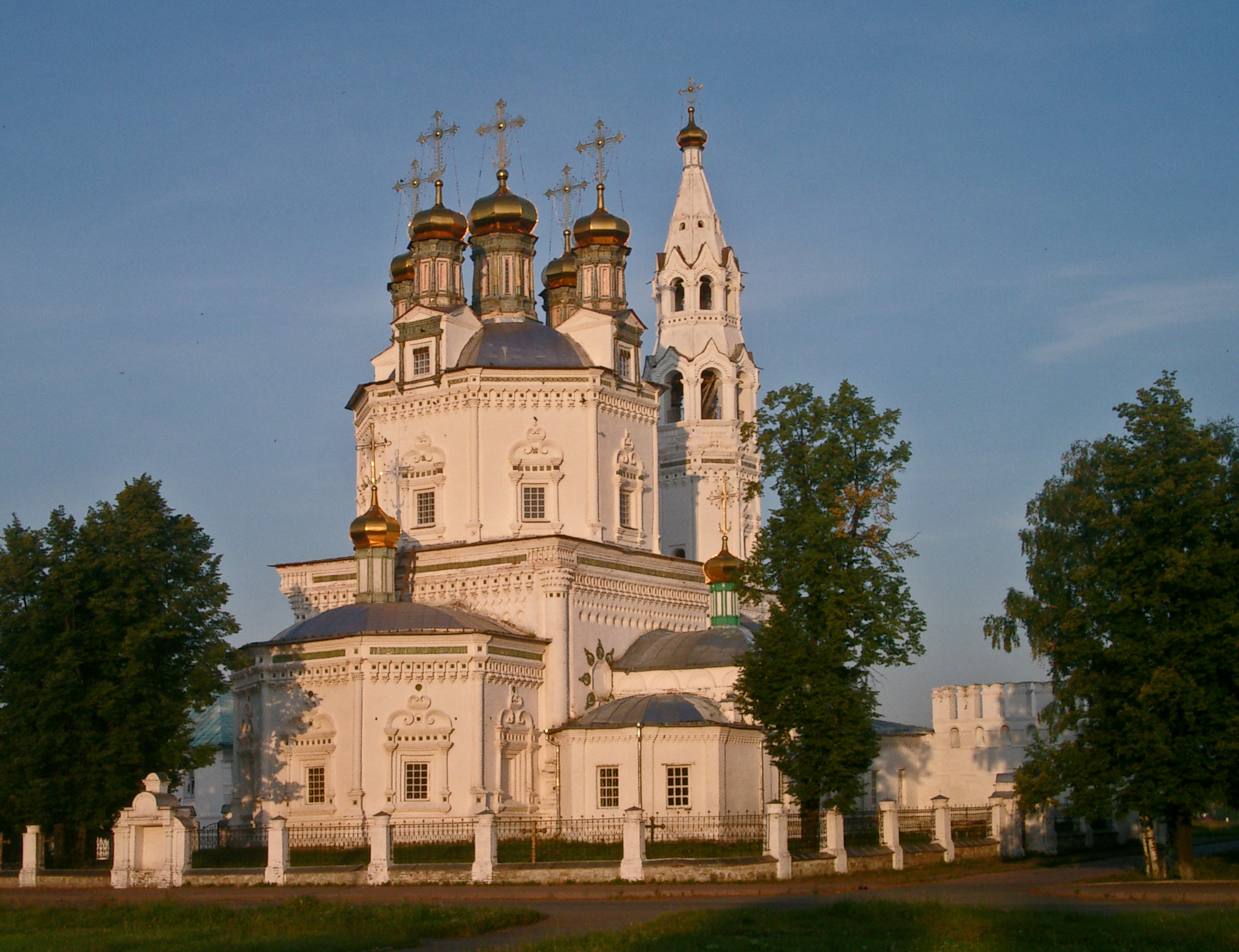
Vue générale
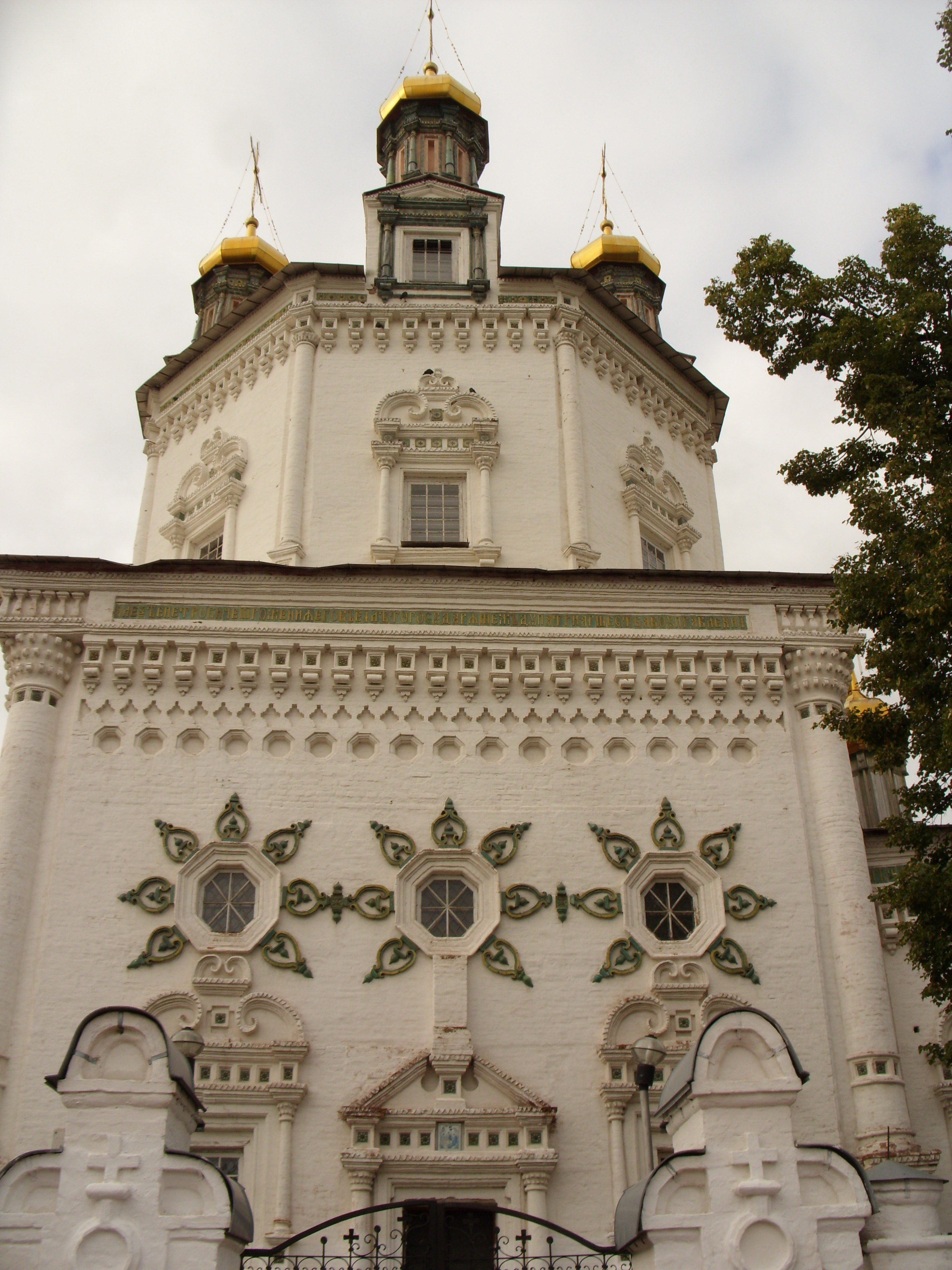
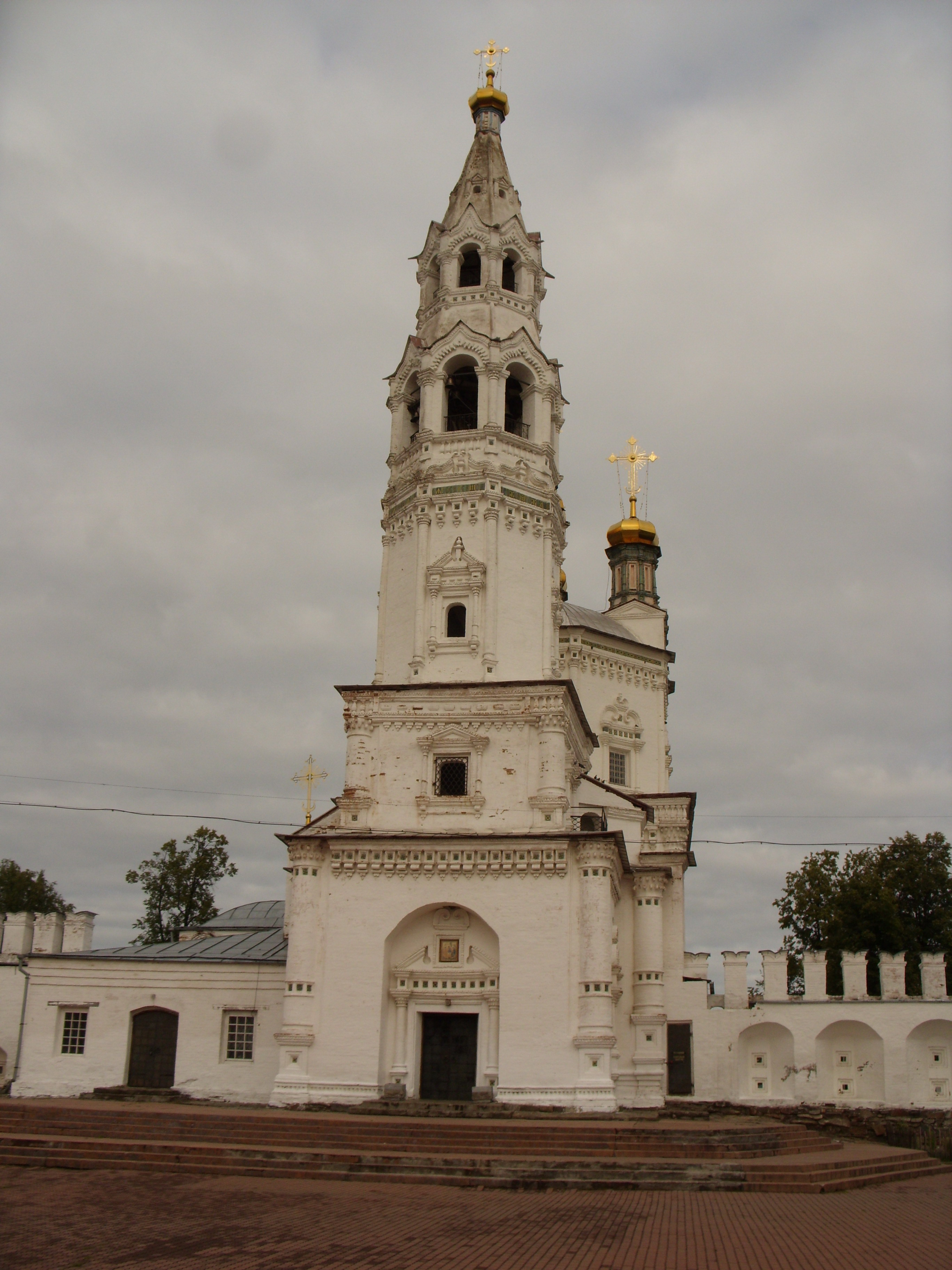
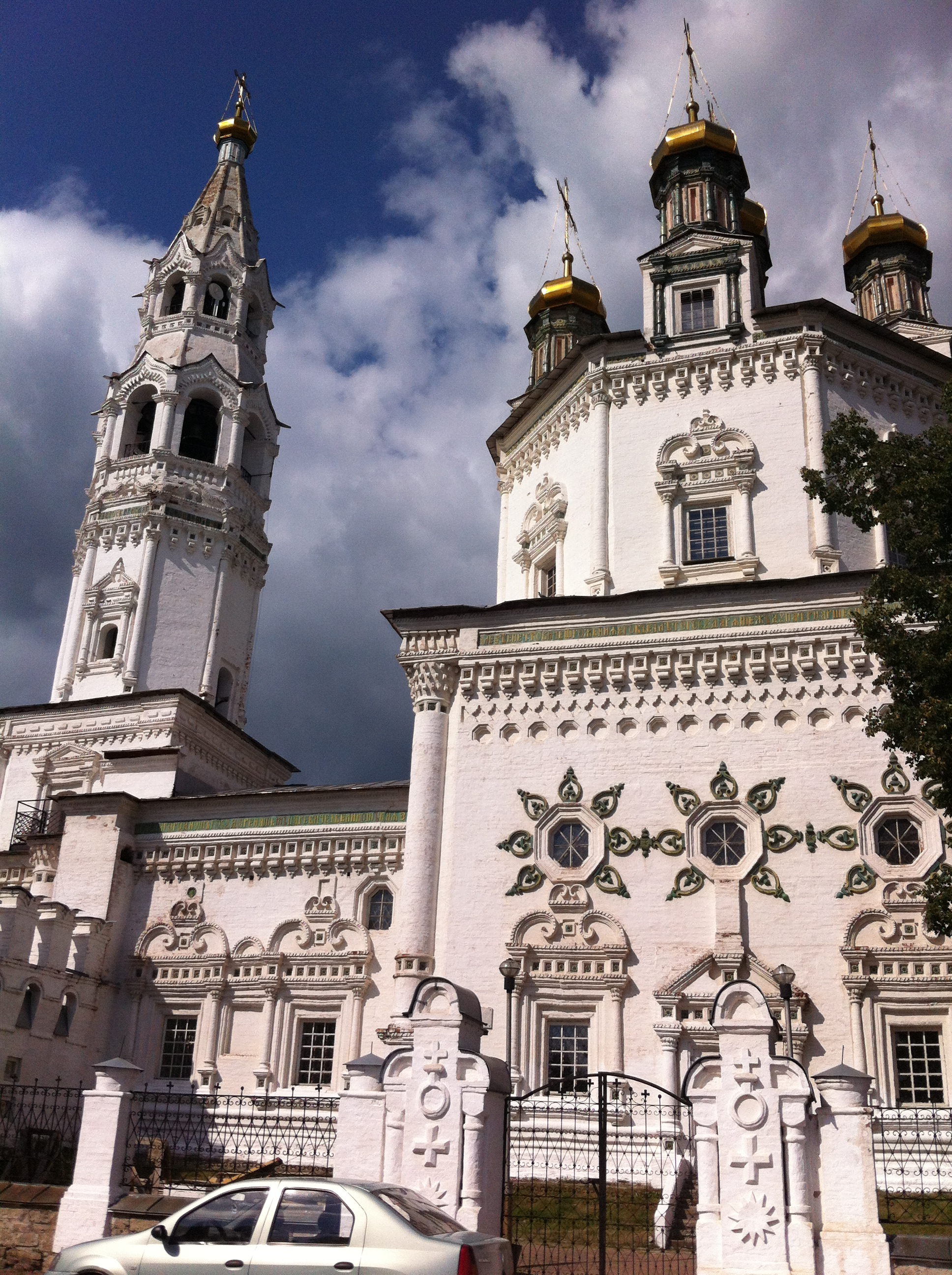
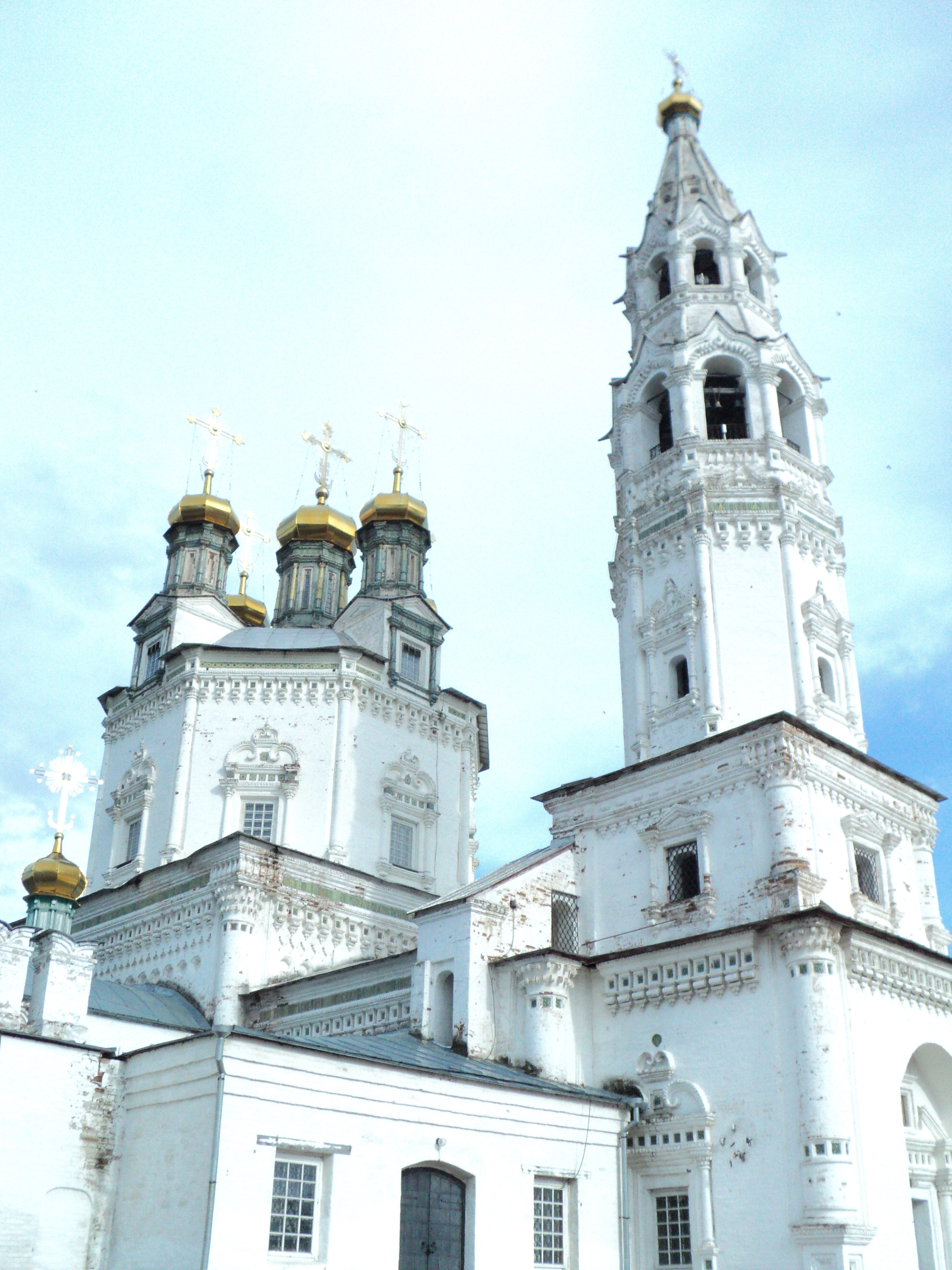